# Contea di Jackson (Indiana)
La contea di Jackson (in inglese Jackson County) è una contea dello Stato dell'Indiana, negli Stati Uniti. La popolazione al censimento del 2000 era di 41 335 abitanti. Il capoluogo di contea è Brownstown.